# Square Émile-Chautemps
Pour les articles homonymes, voir Chautemps.
Le square Émile-Chautemps, anciennement square des Arts-et-Métiers, est un espace vert de Paris, situé dans le 3e arrondissement de Paris.

## Situation et accès
Ce square situé entre le boulevard de Sébastopol, la rue Salomon-de-Caus, la rue Papin et la rue Saint-Martin en face du Conservatoire national des arts et métiers (CNAM) dans le 3e arrondissement de la capitale, est accessible par le 98 bis, boulevard de Sébastopol.
Il est desservi par les lignes 3 et 4 à la station de métro Réaumur - Sébastopol.

## Origine du nom
Ce square rend honneur au docteur en médecine, député, sénateur, puis ministre Émile Chautemps (1850-1918).

## Historique
Le square est créé en 1858, par Davioud, dans le cadre des transformations de Paris sous le Second Empire. D'abord baptisé « square des Arts-et-Métiers », il est renommé square Émile-Chautemps. Le square s’étend sur 4 069 m2.

## Aménagements
- Aire de jeux pour enfants
- Boulodrome
- Deux bassins
- Paris Wi-Fi
- Table de ping-pong

## Décoration
- Buste de Marc Seguin (auteur inconnu), face au Conservatoire.
- Bronzes de Charles Gumery (L'Agriculture et l'Industrie) et d'Auguste Ottin (Mercure et la Musique) ornant le centre des bassins, les ornements par Michel Liénard.
- Colonne en granit du Jura commémorant les victoires françaises de la guerre de Crimée (Inkermann, Sébastopol, Alma et Tchernaïa gravés sur les quatre faces).
- Grilles encadrant les bassins provenant de la place de la République après son réaménagement.

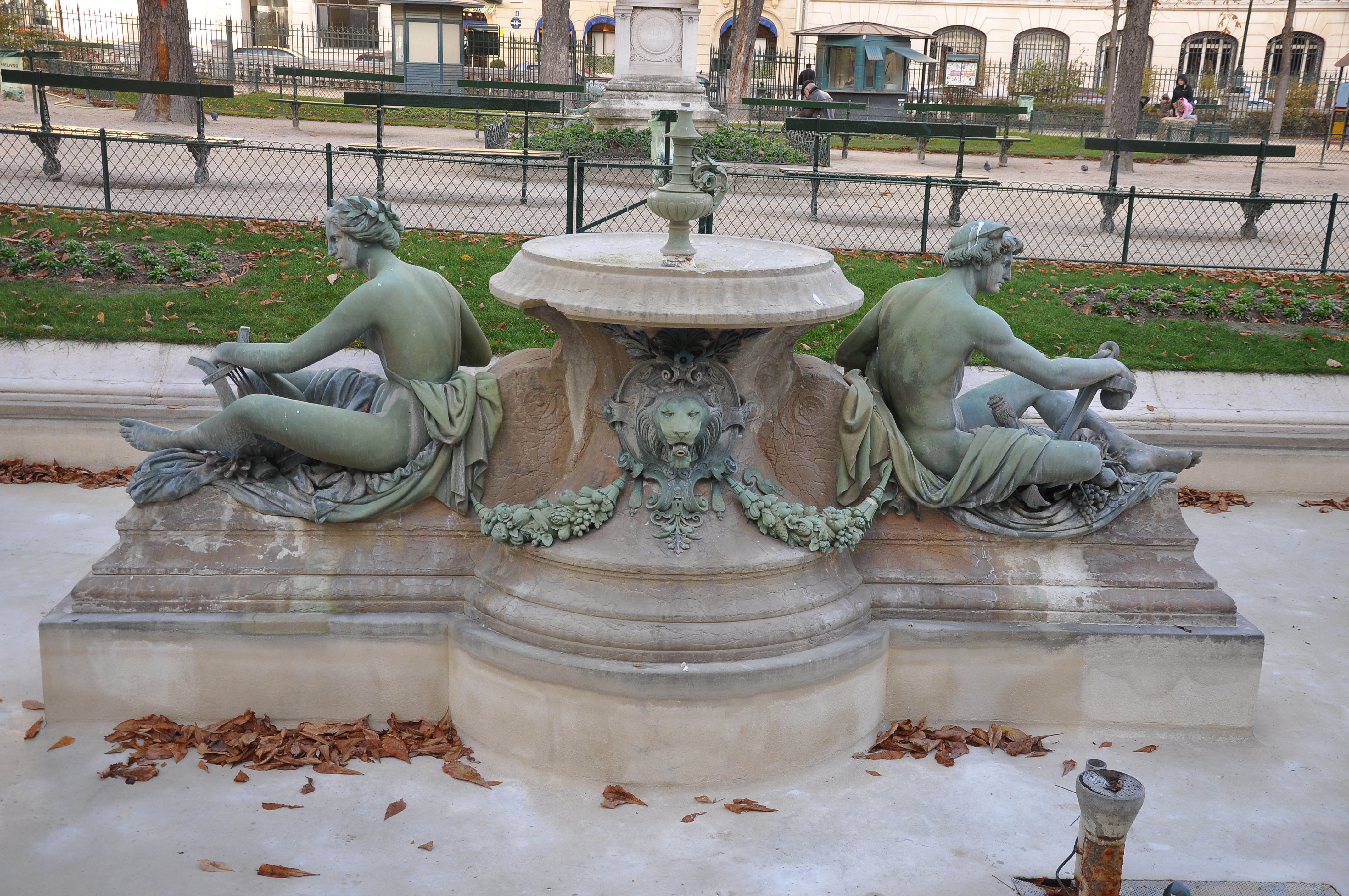
Bassin sud avec Mercure et la Musique d'Auguste Ottin.
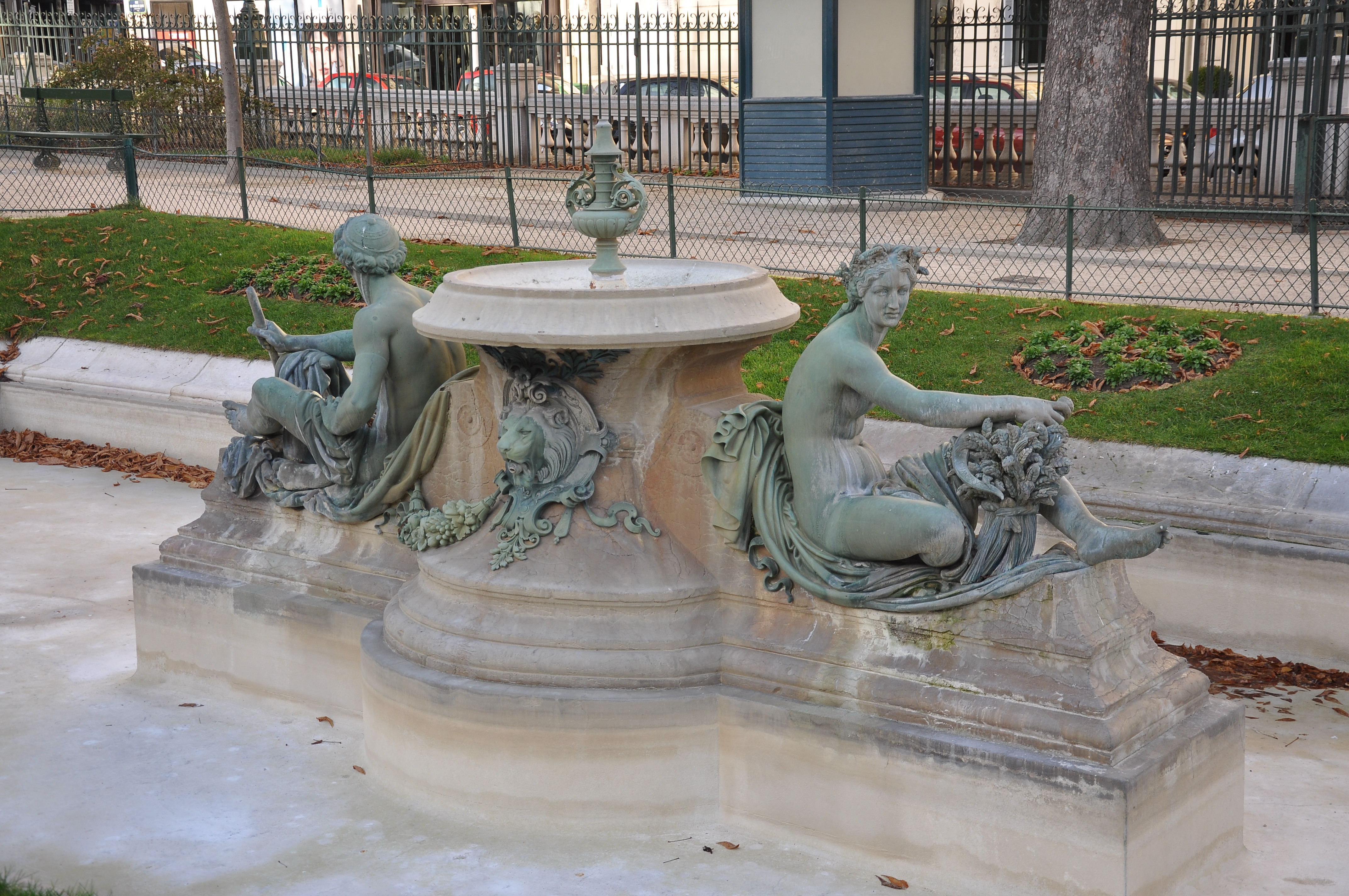
Bassin nord avec L'Agriculture et l'Industrie de Charles Gumery.